# Charles A. Chickering

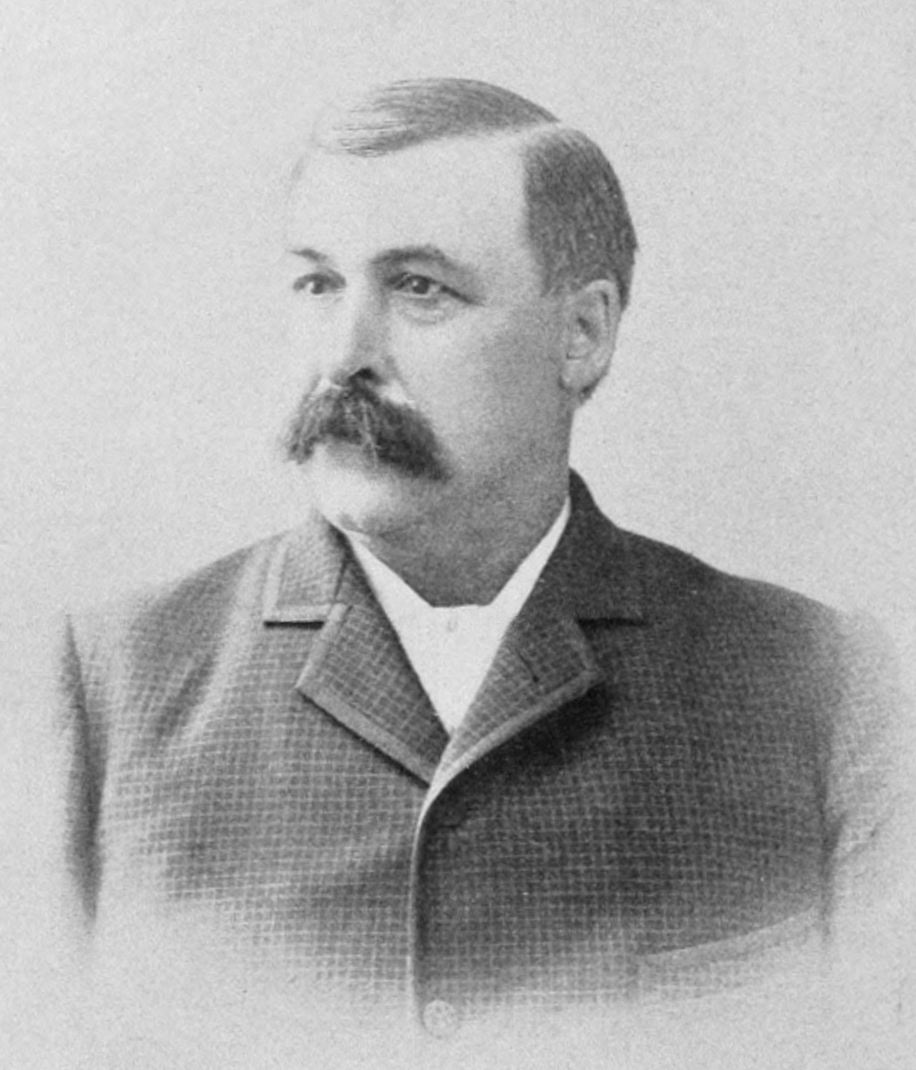
Charles A. Chickering

Charles Addison Chickering (* 26. November 1843 in Harrisburg, New York; † 13. Februar 1900 in New York City) war ein US-amerikanischer Politiker. Zwischen 1893 und 1900 vertrat er den Bundesstaat New York im US-Repräsentantenhaus.

## Werdegang
Charles Addison Chickering wurde ungefähr drei Jahre vor dem Ausbruch des Mexikanisch-Amerikanischen Krieges im Lewis County geboren. Er besuchte Gemeinschaftsschulen und die Lowville Academy, wo er einige Zeit lang als Lehrer unterrichtete. Danach vertrieb er Haushaltswaren. Diese Zeit war vom Bürgerkrieg überschattet. Zwischen 1865 und 1875 war er Schulkommissar im Lewis Conty. Er saß zwischen 1879 und 1881 in der New York State Assembly und ging dort zwischen 1884 und 1890 einer Beschäftigung als Clerk nach. Politisch gehörte er der Republikanischen Partei an. Er hatte den Vorsitz im Lewis County Republican Committee. Ferner saß er im Republican State Committee, diente dort als Secretary und war Mitglied in seinem Executive Committee. Bei den Kongresswahlen des Jahres 1892 für den 53. Kongress wurde Chickering im 24. Wahlbezirk von New York in das US-Repräsentantenhaus in Washington, D.C. gewählt, wo er am 4. März 1893 die Nachfolge von George Van Horn antrat. Er wurde drei Mal in Folge wiedergewählt, verstarb allerdings vor dem Ende seiner letzten Amtszeit am 13. Februar 1900 an den Folgen seiner Verletzungen, die er sich bei einem Sturz aus einem Fenster des Grand Union Hotel in New York City zuzog, als er auf einer Geschäftsreise war. Während seiner Kongresszeit hatte er den Vorsitz über das Committee on Railways and Canals (54. bis 56. Kongress). Sein Leichnam wurde auf dem Riverside Cemetery in Copenhagen beigesetzt.